# Матена
Матена (на словенски: Matena) е село в Словения, регион Средна Словения, община Иг. Според Националната статистическа служба на Република Словения през 2015 г. селото има 261 жители.